# Iringa (regija)
Iringa je jedna od 30 regija u Tanzaniji. Središte regije je u gradu Iringu.

## Zemljopis
Regija Iringa proteže se od središnje Tanzanije prema jugu, prostire se na 58.936 km². Susjedne tanzanijske regije su Mbeya na zapadu, Singida na sjeverozapadu, Dodoma na sjeveroistoku,  Morogoro na istoku i Ruvuma na jugoistoku.

## Stanovništvo
Prema popisu stanovništva iz 2011. godine u regiji živi 1.664.000 stanovnika dok je prosječna gustoća naseljenosti 28 stanovnika na km².

## Podjela
Regija je podjeljena s četiri distrikta: Iringa Rural, Iringa Urban, Kilolo i Mufindi.